# Dance Commander
Dance Commander – trzeci singel Electric Six z debiutanckiego albumu Fire. Został wydany 25 listopada 2003 przez XL Recordings; utwór promował teledysk w reżyserii Rubena Fleischera.

## Spis utworów
1. "Dance Commander [Radio Edit]"
2. "I Am Detroit"
3. "Dance Commander [Soulchild Extended Night Version]"